# Cyclisme aux Jeux d'Amérique centrale et des Caraïbes de 2018
Navigation
Veracruz 2014 San Salvador 2023
Les compétitions de cyclisme des Jeux d'Amérique centrale et des Caraïbes de 2018 se déroulent du 20 au 29 juillet 2018, à Barranquilla en Colombie.
Vingt-sept épreuves comprenant quatre disciplines, le cyclisme sur route, le cyclisme sur piste, le vélo tout terrain et le BMX sont au programme.

## Podiums

### Cyclisme sur route
| Épreuves                | Or                                | Or                              | Argent                     | Argent | Bronze                   | Bronze |
| ----------------------- | --------------------------------- | ------------------------------- | -------------------------- | ------ | ------------------------ | ------ |
| Compétitions masculines |                                   |                                 |                            |        |                          |        |
| Course en ligne         | Nelson Soto Colombie              | les 168,0 km en 3 h 36 min 57 s | Christofer Jurado Panama   | m.t.   | Carlos Linares Venezuela | m.t.   |
| Contre-la-montre        | Rodrigo Contreras Colombie        | les 31,8 km en 39 min 4 s       | Walter Vargas Colombie     | à 36 s | Pedro Portuondo Cuba     | à 45 s |
| Compétitions féminines  |                                   |                                 |                            |        |                          |        |
| Course en ligne         | Teniel Campbell Trinité-et-Tobago | les 99,0 km en 2 h 31 min 47 s  | Yudelmis Domínguez Cuba    | m.t.   | Yareli Salazar Mexique   | m.t.   |
| Contre-la-montre        | Arlenis Sierra Cuba               | les 21,2 km en 28 min 8 s       | Cristina Sanabria Colombie | à 33 s | Serika Gulumá Colombie   | à 58 s |

### Cyclisme sur piste
| Épreuves                | Or                                                                                          | Argent                                                                                              | Bronze                                                                                               |
| ----------------------- | ------------------------------------------------------------------------------------------- | --------------------------------------------------------------------------------------------------- | --- |
| Compétitions masculines |                                                                                             | | |
| Kilomètre               | Nicholas Paul Trinité-et-Tobago 1 min 0 s 171                                               | Kevin Quintero Colombie 1 min 0 s 729                                                               | Luis Cordón Guatemala 1 min 2 s 023                                                                  |
| Keirin                  | Fabián Puerta Colombie                                                                      | Hersony Canelón Venezuela                                                                           | Kwesi Browne Trinité-et-Tobago                                                                       |
| Vitesse individuelle    | Nicholas Paul Trinité-et-Tobago                                                             | Fabián Puerta Colombie                                                                              | Kevin Quintero Colombie                                                                              |
| Vitesse par équipes     | Trinité-et-Tobago Nicholas Paul Kwesi Browne Njisane Phillip 43 s 873                       | Venezuela Hersony Canelón César Marcano Gabriel Quintero 44 s 578                                   | Colombie Rubén Darío Murillo Kevin Quintero Anderson Parra Fabián Puerta 44 s 172                    |
| Poursuite individuelle  | Ignacio Prado Mexique 4 min 22 s 256                                                        | Juan Esteban Arango Colombie 4 min 26 s 367                                                         | Eduardo Estrada Colombie 4 min 27 s 131                                                              |
| Poursuite par équipes   | Mexique Edibaldo Maldonado José Alfredo Aguirre Ignacio Sarabia Ignacio Prado 4 min 5 s 845 | Venezuela Clever Martínez Ángel Pulgar Carlos Linares Leonel Quintero 4 min 6 s 051                 | Colombie Carlos Tobón Edwin Ávila Juan Esteban Arango Marvin Angarita Eduardo Estrada 4 min 10 s 222 |
| Course aux points       | Ignacio Sarabia Mexique 84 points                                                           | Marvin Angarita Colombie 62 pts                                                                     | Clever Martínez Venezuela 43 pts                                                                     |
| Scratch                 | Ángel Pulgar Venezuela                                                                      | Leandro Marcos Cuba                                                                                 | Emiliano Mirafuentes Mexique                                                                         |
| Course à l'américaine   | Mexique José Alfredo Aguirre Ignacio Sarabia 94 points                                      | Colombie Edwin Ávila Juan Esteban Arango 65 pts                                                     | Venezuela Clever Martínez Máximo Rojas 61 pts                                                        |
| Omnium                  | Edwin Ávila Colombie 157 points                                                             | Ignacio Prado Mexique 147 pts                                                                       | Akil Campbell Trinité-et-Tobago 128 pts                                                              |
| Compétitions féminines  |                                                                                             | | |
| 500 mètres              | Jessica Salazar Mexique 33 s 570                                                            | Daniela Gaxiola Mexique 34 s 155                                                                    | Martha Bayona Colombie 34 s 413                                                                      |
| Keirin                  | Jessica Salazar Mexique                                                                     | Daniela Gaxiola Mexique                                                                             | Martha Bayona Colombie                                                                               |
| Vitesse individuelle    | Jessica Salazar Mexique                                                                     | Martha Bayona Colombie                                                                              | Yuli Verdugo Mexique                                                                                 |
| Poursuite individuelle  | Marlies Mejías Cuba                                                                         | Arlenis Sierra Cuba                                                                                 | Teniel Campbell Trinité-et-Tobago 3 min 41 s 025                                                     |
| Poursuite par équipes   | Cuba Yudelmis Domínguez Marlies Mejías Arlenis Sierra Mailín Sánchez 4 min 32 s 128         | Colombie Milena Salcedo Serika Gulumá Lorena Colmenares Tatiana Dueñas Jessica Parra 4 min 42 s 444 | Mexique Yareli Salazar Sofía Arreola Jessica Bonilla Ana Teresa Casas 3 min 26 s 719                 |
| Course aux points       | Lilibeth Chacón Venezuela 37 points                                                         | Lorena Colmenares Colombie 35 pts                                                                   | Arlenis Sierra Cuba 25 pts                                                                           |
| Scratch                 | Marlies Mejías Cuba                                                                         | Yareli Salazar Mexique                                                                              | Teniel Campbell Trinité-et-Tobago                                                                    |
| Course à l'américaine   | Cuba Arlenis Sierra Yudelmis Domínguez 46 points                                            | Mexique Yareli Salazar Sofía Arreola 46 pts                                                         | Colombie Jessica Parra Milena Salcedo 30 pts                                                         |
| Omnium                  | Yareli Salazar Mexique 142 points                                                           | Yudelmis Domínguez Cuba 126 pts                                                                     | Teniel Campbell Trinité-et-Tobago 126 pts                                                            |

### VTT
| Épreuves             | Or                        | Or                             | Argent                    | Argent | Bronze                   | Bronze       |
| -------------------- | ------------------------- | ------------------------------ | ------------------------- | ------ | ------------------------ | ------------ |
| Hommes Cross-country | Gerardo Ulloa Mexique     | les 29,6 km en 1 h 33 min 54 s | Jhonnatan Botero Colombie | à 48 s | Fabio Castañeda Colombie | à 4 min 29 s |
| Femmes Cross-country | Daniela Campuzano Mexique | les 18,4 km en 1 h 12 min 19 s | Valentina Abril Colombie  | à 24 s | Milagro Mena Costa Rica  | à 1 min 25 s |

### BMX
| Épreuves            | Or                                  | Argent                           | Bronze                               |
| ------------------- | ----------------------------------- | -------------------------------- | ------------------------------------ |
| Hommes Course élite | Jefferson Milano Venezuela 32 s 028 | Carlos Ramírez Colombie 32 s 274 | Carlos Oquendo Colombie 33 s 279     |
| Femmes Course élite | Gabriela Bolle Colombie 5 points    | Dayanna Hernández Mexique 8 pts  | María Isabel Méndez Guatemala 11 pts |

## Tableau des médailles
| Rang  | Nation            | Or | Argent | Bronze | Total |
| ----- | ----------------- | -- | ------ | ------ | ----- |
| 1     | Mexique           | 10 | 6      | 4      | 20    |
| 2     | Colombie          | 5  | 13     | 10     | 28    |
| 3     | Cuba              | 5  | 4      | 2      | 11    |
| 4     | Trinité-et-Tobago | 4  | 0      | 5      | 9     |
| 5     | Venezuela         | 3  | 3      | 3      | 9     |
| 6     | Panama            | 0  | 1      | 0      | 1     |
| 7     | Guatemala         | 0  | 0      | 2      | 2     |
| 8     | Costa Rica        | 0  | 0      | 1      | 1     |
| Total | Total             | 27 | 27     | 27     | 81    |